# Elezioni regionali in Campania del 2010
Le elezioni regionali italiane del 2010 in Campania si sono tenute il 28 e 29 marzo. Esse hanno visto la vittoria di Stefano Caldoro, sostenuto dal centro-destra, che ha sconfitto Vincenzo De Luca, sostenuto dal centro-sinistra.

## Sistema elettorale
Il presidente della regione è eletto direttamente con il sistema maggioritario: vince chi ha più voti e non ci sono ballottaggi. Chi arriva secondo viene comunque eletto consigliere regionale.
Il consiglio regionale è eletto con un sistema misto: in gran parte proporzionale, in piccola parte maggioritario.
Quattro quinti dei seggi sono attribuiti proporzionalmente, sulla base di liste di partito presentate nelle diverse province (tanti voti, tanti seggi). Le liste possono essere collegate a un candidato presidente.
Le liste che hanno ottenuto meno del tre per cento dei voti, non ottengono alcun seggio ("sbarramento"), a meno che non siano collegate con un candidato presidente che ha ottenuto almeno il cinque per cento dei voti.
Un quinto dei seggi è attribuito con il maggioritario, sulla base di liste regionali (i cosiddetti "listini") il cui capolista è il candidato alla presidenza. Chi vince prende tutto, con la seguente eccezione:
Se le liste circoscrizionali collegate alla lista regionale vincente hanno ottenuto già il 50 per cento dei seggi, alla nuova maggioranza è attribuita solo la metà dei seggi del "listino" (dieci per cento del totale dei seggi in consiglio), il resto è distribuito proporzionalmente tra le liste di opposizione.
Il nuovo presidente ha diritto ad avere una maggioranza stabile in consiglio: se le liste a lui collegate hanno ottenuto meno del 40 per cento dei seggi, oltre alla totalità dei seggi del "listino" gli vengono attribuiti tanti consiglieri "extra" fino ad arrivare al 55 per cento dei seggi del consiglio.

## Candidati alla presidenza
Il 30 gennaio 2010 i segretari regionali del Partito Democratico Vincenzo Amendola, della Federazione dei Verdi e di Alleanza per l'italia, rendono noto che Vincenzo De Luca sarà il candidato presidente del centrosinistra alle elezioni regionali della Campania del marzo 2010.
Alla vigilia della candidatura De Luca si era presentato agli elettori con la seguente dichiarazione, preannunciando di fatto che avrebbe fatto leva soprattutto sulla società civile piuttosto che sui partiti:
| «Non sarò un uomo di partito, ma un uomo delle istituzioni e di un programma di rinnovamento. Non mi bastano le etichette di partito. Per la Campania occorre uno sforzo straordinario, (…) ed è una battaglia che non si fa con etichette di partito, ma che dobbiamo combattere chiamando all'appello uomini e donne per bene di centro, di sinistra e di destra» |

L'IdV non appoggia subito la candidatura di De Luca in quanto coinvolto in un procedimento giudiziario. Tuttavia il 6 febbraio Antonio Di Pietro invita De Luca a intervenire al congresso in corso a Roma; al termine del suo intervento, De Luca riceve una standing ovation da parte dei delegati, che sancisce di fatto il sostegno alla sua candidatura anche da parte dell'IdV. Il 7 febbraio sarà sostenuto anche dai radicali, dai socialisti e da Sinistra Ecologia Libertà.
Il 17 febbraio 2010 viene annunciata la candidatura di Paolo Ferrero alla Presidenza della Regione Campania per la Federazione della Sinistra in alternativa al candidato del PdL Stefano Caldoro e a quello del PD e Italia dei Valori Vincenzo De Luca.
I candidati alla presidenza, con le rispettive liste a sostegno nei vari cinque provincie della regione sono (in ordine alfabetico):
- Stefano Caldoro, esponente di Forza Italia, deputato; sostenuto da una coalizione di centrodestra composta da: Il Popolo della Libertà, Unione di Centro, Insieme per Caldoro (lista formata da Movimento per le Autonomie, Nuovo PSI, Partito Repubblicano Italiano e Italiani nel Mondo), Noi Sud nella lista civica "Libertà e Autonomia - Noi Sud", Popolari UDEUR, Alleanza di Centro assieme alla Democrazia Cristiana, Alleanza di Popolo (lista formata formata da Pensionati - Noi Consumatori - Alleanza Democratica), e La Destra. In passato è stato anche ministro per l'attuazione del programma di governo, viceministro e sottosegretario di stato del Ministero dell'istruzione, dell'università e della ricerca nel II e III governo berlusconi;
- Vincenzo De Luca, ex deputato salernitano e sindaco di Salerno al suo quarto mandato, è sostenuto da una coalizione di centrosinistra composta da: Partito Democratico, Italia dei Valori, Sinistra Ecologia Libertà assieme al Partito Socialista Italiano, Alleanza per l'Italia, Federazione dei Verdi nella lista civica "Federazione dei Verdi - L'Altro Sud", Lista Bonino-Pannella, e dalla lista civica "Campania Libera";
- Paolo Ferrero, segretario nazionale della Rifondazione Comunista e portavoce della Federazione della Sinistra, da cui è sostenuto. In passato è stato anche ministro della solidarietà sociale e deputato nella XV legislatura;
- Roberto Fico, sostenuto dal Movimento Cinque Stelle;

## Affluenza
Il corpo elettorale per le elezioni del 28, 29 marzo 2010 risultava composto da 4.945.381 elettori. Alla chiusura dei seggi l'affluenza definitiva si è attestata al 62,97%, in calo rispetto al 2010 del 4,73%.
| Provincia | Affluenza | Variazione |
| --------- | --------- | ---------- |
| Campania  | 62,97%    | 4,72%      |
| Avellino  | 56,19%    | 1,73%      |
| Benevento | 58,09%    | 4,23%      |
| Caserta   | 70,96     | 4,64%      |
| Napoli    | 61,17%    | 6,12%      |
| Salerno   | 65,91%    | 2,84%      |

## Risultati elettorali
|                                                                          | Stefano Caldoro ✔️ Presidente | 1 579 566            | 54,01 | Il Popolo della Libertà    | 870 645   | 31,59 | 21 |  |  |
| Unione di Centro                                                         | Stefano Caldoro ✔️ Presidente | 1 579 566            | 54,01 | 258 963                    | 9,40      | 6     |    |  |  |
| Insieme per Caldoro (MpA - Nuovo PSI - PRI - InM)                        | Stefano Caldoro ✔️ Presidente | 1 579 566            | 54,01 | 159 993                    | 5,80      | 4     |    |  |  |
| Libertà e Autonomia - Noi Sud                                            | Stefano Caldoro ✔️ Presidente | 1 579 566            | 54,01 | 99 680                     | 3,62      | 2     |    |  |  |
| Popolari UDEUR                                                           | Stefano Caldoro ✔️ Presidente | 1 579 566            | 54,01 | 92 927                     | 3,37      | 2     |    |  |  |
| Alleanza di Centro - Democrazia Cristiana                                | Stefano Caldoro ✔️ Presidente | 1 579 566            | 54,01 | 64 754                     | 2,35      | 1     |    |  |  |
| Alleanza di Popolo (Pensionati - Noi Consumatori - Alleanza Democratica) | Stefano Caldoro ✔️ Presidente | 1 579 566            | 54,01 | 39 444                     | 1,43      | 1     |    |  |  |
| La Destra                                                                | Stefano Caldoro ✔️ Presidente | 1 579 566            | 54,01 | 28 074                     | 1,02      | 1     |    |  |  |
|                                                                          | Vincenzo De Luca              | 1 258 715            | 43,04 | Partito Democratico        | 589 944   | 21,40 | 14 |  |  |
| Italia dei Valori                                                        | Vincenzo De Luca              | 1 258 715            | 43,04 | 178 448                    | 6,47      | 4     |    |  |  |
| Sinistra Ecologia Libertà - PSE                                          | Vincenzo De Luca              | 1 258 715            | 43,04 | 97 148                     | 3,52      | 2     |    |  |  |
| Alleanza per l'Italia                                                    | Vincenzo De Luca              | 1 258 715            | 43,04 | 83 979                     | 3,05      | –     |    |  |  |
| Campania Libera                                                          | Vincenzo De Luca              | 1 258 715            | 43,04 | 69 589                     | 2,52      | 1     |    |  |  |
| Federazione dei Verdi - L'Altro Sud                                      | Vincenzo De Luca              | 1 258 715            | 43,04 | 29 493                     | 1,07      | –     |    |  |  |
| Lista Bonino-Pannella                                                    | Vincenzo De Luca              | 1 258 715            | 43,04 | 12 490                     | 0,45      | –     |    |  |  |
| Seggio di coalizione                                                     | Seggio di coalizione          | Seggio di coalizione | 43,04 | 1                          |           |       |    |  |  |
|                                                                          | Paolo Ferrero                 | 39 729               | 1,36  | Federazione della Sinistra | 43 422    | 1,58  | –  |  |  |
|                                                                          | Roberto Fico                  | 39 349               | 1,35  | Movimento 5 Stelle         | 36 787    | 1,33  | –  |  |  |
| Totale                                                                   | Totale                        | 2 924 360            | 100   |                            | 2 756 130 | 100   | 60 |  |  |
|                                                                          |                               |                      |       |                            |           |       |    |  |  |
| Schede bianche                                                           | Schede bianche                | 86 265               | 2,77  |                            |           |       |    |  |  |
| Schede nulle                                                             | Schede nulle                  | 189 715              | 6,09  |                            |           |       |    |  |  |
| Votanti                                                                  | Votanti                       | 3 114 075            | 62,97 |                            |           |       |    |  |  |
| Elettori                                                                 | Elettori                      | 4 945 381            |       |                            |           |       |    |  |  |
|                                                                          |                               |                      |       |                            |           |       |    |  |  |
| Fonte: Ministero dell'interno                                            |                               |                      |       |                            |           |       |    |  |  |

## Consiglieri eletti
| Lista                                     | Circoscrizioni | Circoscrizioni                                                                             | Circoscrizioni                                                          | Circoscrizioni            | Circoscrizioni                         |
| Lista                                     | Napoli | Salerno                                                                                    | Caserta                                                                 | Avellino                  | Benevento                              |
| ----------------------------------------- | --- | ------------------------------------------------------------------------------------------ | ----------------------------------------------------------------------- | ------------------------- | -------------------------------------- |
| Il Popolo della Libertà                   | Mara Rosaria Carfagna (55.881) Ermanno Russo (28.971) Pietro Diodato (27.416) Fulvio Martusciello (26.686) Domenico De Siano (23.959) Bianca Maria D'Angelo (21.812) Paola Raia (19.082) Michele Schiano Di Visconti (17.862) Mafalda Amente (16.473) Alessandra Mussolini (15.538) Francesco Vincenzo Nappi (16.272) Luciano Schifone (14.823) Massimo Ianniciello (14.204) | Alberico Gambino (27.255) Giovanni Baldi (21.897) Eva Longo (21.934) Anna Petrone (14.678) | Angelo Polverino (21.335) Daniela Nugnes (18.202) Paolo Romano (17.995) | Antonia Ruggiero (11.420) | Luca Colasanto (12.923)                |
| Partito Democratico                       | Raffaele "Lello" Topo (26.833) Antonio Marciano (22.111) Mario Casillo (18.090) Corrado Gabriele (17.581) Antonio Amato (17.367) Angela Cortese (16.379) Giuseppe Russo (14.535) | Donato Pica (15.089) Antonio Valiante (14.240)                                             | Enrico Fabozzi (11.546) Nicola Caputo (11.375)                          | Rosa D'Amelio (14.131)    | Umberto Del Basso De Caro (17.793)     |
| Unione di Centro                          | Pasquale Sommese (22.909) Biagio Iacolare (19.164) Annalisa Vessella Pisacane (18.214) | Luigi Cobellis (13.898)                                                                    | Pasquale De Lucia (8.575)                                               | Pietro Foglia (15.716)    |                                        |
| Italia dei Valori                         | Nicola Marrazzo (13.676) Rosaria Anita Lina Elisa Sala (6.674) | Dario Barbirotti (4.481)                                                                   | Eduardo Giordano (5.859)                                                |                           |                                        |
| Insieme per Caldoro                       | Gennaro Salvatore (10.382) Angelo Marino (8.062) | Giovanni Fortunato (7.106)                                                                 | Massimo Grimaldi (10.847)                                               |                           |                                        |
| Libertà e Autonomia - Noi Sud             | Raffaele Sentiero (5.586) |                                                                                            |                                                                         | Sergio Nappi (5.318)      |                                        |
| Sinistra Ecologia Libertà - PSE           | | Gennaro Mucciolo (4.833)                                                                   | Gennaro Oliviero (9.515)                                                |                           |                                        |
| Popolari UDEUR                            | Ugo De Flavis (5.316) |                                                                                            |                                                                         |                           | Alessandrina Lonardo Mastella (10.940) |
| Campania Libera                           | | Gianfranco Valiante (6.673)                                                                |                                                                         |                           |                                        |
| Alleanza di Centro - Democrazia Cristiana | |                                                                                            |                                                                         | Ettore Zecchino (5.194)   |                                        |
| Alleanza di Popolo                        | Roberto Conte (10.472) |                                                                                            |                                                                         |                           |                                        |
| La Destra                                 | Carlo Aveta (3.398) |                                                                                            |                                                                         |                           |                                        |